# 帕高亞市鎮
帕高亞市鎮，曾是拉脫維亞的一個市鎮，設立於2009年。位於該國中部，人口4502人，面積487.5平方公里，人口密度約9.2人/km2。
2021年7月1日，帕高亞市鎮与其它市镇一起合并至采西斯市鎮。

## 外部連結
- 采西斯市鎮官方網站 （页面存档备份，存于） （拉脱维亚文）